# الیسا آلتو
 الیسا آلتو (انگلیسی: Elissa Aalto؛ ۲۲ نوامبر ۱۹۲۲ – ۱۲ آوریل ۱۹۹۴) یک معمار اهل فنلاند بود.